# Madrids konservatorium

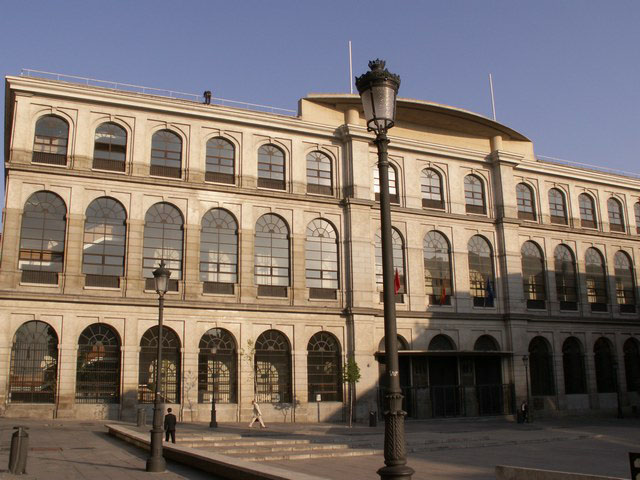
Konservatoriets huvudkontor i Madrid

Madrids konservatorium (på spanska Real Conservatorio Superior de Música de Madrid) är en musikskola i Madrid, Spanien.
Madrids kungliga musikkonservatorium grundades den 15 juli 1830, genom en kunglig förordning, och var ursprungligen placerad på Plaza de los Mostenses, Madrid. 1852 flyttades det till den Kungl Teatern, där det förblev fram till att byggnaden dömdes ut genom en kungl orden och undervisningen stoppades 1925. Under de följande sextiofem åren, hade skolan hade inget fast hem, utan var verksam på en mängd olika platser. Sedan 1990 har konservatoriet officiellt haft sitt residens i en byggnad från 1700-talet.
Kända elever i skolan är Tomás Breton, Manuel de Falla, Pablo Casals, Maria Galvany, Joaquín Turina, Amadeo Roldán, Ataúlfo Argenta, Luis de Pablo, Cristóbal Halffter, Teresa Berganza, Anton García Abril, Joaquín Achúcarro, Pedro Albéniz, Emilio Arrieta, Ruperto Chapí, Jesús de Monasterio, Celedonio Romero och Baltasar Saldoni. 

## Källa och fotnoter
Den här artikeln är helt eller delvis baserad på material från engelskspråkiga Wikipedia, Madrid Conservatory.